# Удружење пословних жена Србије
Удружење пословних жена Србије је добровољно, невладино и непрофитно удружење. Највећа је национална организација жена предузетница у Србији. Удружење има водећу улогу у организовању пословних жена и пружању врхунске подршке, као и промоцији предузетница Србије. Бави се активним заговарањем у циљу побољшања пословне климе и подстицања умрежавања на локалном, регионалном и међународном нивоу.

## Циљеви Удружења
- Повећање броја жена које започињу сопствени бизнис.
- Повећање видљивости жена које су власнице предузећа.
- Охрабривање власница предузећа да шире бизнис.
- Стварање и подстицање форума на коме предузетнице могу да размењују идеје и стичу нове пословне контакте.
- Утицај на креирање политике развоја малих и средњих предузећа.
- Јачање веза између жена предузетница на локалном, регионалном и међународном нивоу, кроз размену искустава и идеја.
- Промоција друштвене одговорности и високих стандарда етике у пословању.

## Активности Удружења
У оквиру свог пословања Удружење пословних жена Србије организује низ активности којима пружа подршку својим чланицама.

### Едукација
У оквиру својих активности Удружење, у сарадњи са релевантним институцијама, организује различите видове едукације. Едукативни програми намењени су како почетницама, тако и искусним предузетницама које желе да унапреде своје пословање.

### Јавно заговарање
Удружење пословних жена Србије бави се активним јавним заговарањем с циљем да допринесе бољим условима за женско предузетништво у Србији, као и побољшању пословне климе на локалном, регионалном и међународном нивоу.
Циљеви на пољу јавног заговарања Удружење постиже кроз континуирану сарадњу са институцијама које подржавају мала и средња предузећа и развој приватног сектора, родну равноправност и оснивање нових радних места. Како би се што ефикасније достигли задати циљеви Удружење је почетком 2013. године основало Одбор за јавно заговарање. Од свог оснивања Одбор је успешно спровео многе од својих предлога и наставља са својим радом на унапређењу услова за женско предузетништво.

### Регионално и међународно умрежавање
Удружење пословних жена Србије је регионалну и међународну сарадњу препознало као један од својих најзначајнијих задатака. Сарадња на регионалним пројектима, бројна учешћа на међународним семинарима и конференцијама усмереним ка женском предузетништву и његовом оснаживању доприносе јачању међународне мреже сарадника, у циљу остварења будућих активности и сарадњи. Током свог дугогодишњег рада Удружење је остварило сарадњу са бројним међународним организацијама, попут: UNDP, Америчка амбасада у Србији, GIZ, CIPE (Center for International Private Enterprise), EEN (Enterprise Europe Network).
Удружење пословних жена Србије је 2014. године постанало члан светског Удружења пословних жена FCEM (Femmes Chefs d’Entreprises Mondiales) које броји више од 5 милиона чланова из 120 земаља са свих 5 континената.
У сарадњи са Европском мрежом предузетништва (Enterprise Europe Network) у Србији (Удружење пословних жена Србије је у октобру 2013. године билио организатор међународне конференције „Предузетнице за ново доба: нове могућности за оживљавање привреде у региону” уједно и највећег скупа предузетница у Србији до тада.
У септембру 2015. године, Удружење пословних жена Србије је организовало Другу међународну конференцију Удружења пословних жена Србије под називом „Предузетнице за ново доба: Нове могућности за оживљавање привреде у региону”.

### Истраживања и публикације
У оквиру својих активности Удружење спроводи бројна истраживања ради утврђивања проблема који погађају предузетнице и које су то активности које су неопходне за развој повољнијег пословног окружења. Ова истраживања усмерена су како према женама које желе да покрену свој бизнис, тако и према искусним предузетницама које желе да њихове компаније и даље буду успешне и одрживе. Резултати ових истраживања објављени су у више публикација које је Удружење до сада објавило:
- Бисери женског предузетништва
- Бенчмарк анализе: Иновативности компанија 50 предузетница из Србије и Немачке
- Одрживост женских бизниса у Србији[8]
- Друштвено одговорно пословање и побољшање положаја жена на тржишту рада[9]
- Значај пословног умрежавања жена[10]
- Од рањиве до одрживе групе[11]
- Водич за сналажење на тржишту рада у процесу приватизације[12]

### Награда „Цвет успеха за жену змаја”
Од 2007. године Удружење додељује награду „Цвет успеха за жену змаја”. Награда „Цвет успеха за жену змаја” традиционално се додељују у две основне категорије: „најевропскија женска фирма” и „најбољи модел запошљавања жена”, као и у поткатегорији „самозапошљавање”. Поред основних, додељују се и специјална признања успешним предузетницама за допринос развоју женског предузетништва у различитим сегментима пословања.
Годишња награда „Цвет успеха за жену змаја” је од 2009. године на европској агенди манифестација које се организују у оквиру Глобалне недеље предузетништва, а коју Европска унија обележава у 40 земаља (SME Week).